# ناوشکن کلاس استار
دیسترویر کلاس استار (به انگلیسی: Star-class destroyer) یک کلاس از کشتی است که طول آن ۲۱۵ فوت (۶۶ متر) می‌باشد.